# Canton (Maine)
Canton é uma vila localizada no condado de Oxford no estado estadounidense de Maine. No Censo de 2010 tinha uma população de 990 habitantes e uma densidade populacional de 12,53 pessoas por km².

## Geografia
Segundo o Departamento do Censo dos Estados Unidos, Canton tem uma superfície total de 79.01 km², da qual 75.43 km² correspondem a terra firme e (4.53%) 3.58 km² é água.

## Demografia
Segundo o censo de 2010, tinha 990 pessoas residindo em Canton. A densidade populacional era de 12,53 hab./km². Dos 990 habitantes, Canton estava composto pelo 97.27% brancos, o 0.2% eram afroamericanos, o 0.2% eram amerindios, o 0.2% eram asiáticos, o 0% eram insulares do Pacífico, o 0.2% eram de outras raças e o 1.92% pertenciam a dois ou mais raças. Do total da população o 1.01% eram hispanos ou latinos de qualquer raça.